# 伊藤舞 (政治家)
伊藤 舞（いとう まい、1969年〈昭和44年〉9月18日 - ）は、日本の政治家。元兵庫県芦屋市長（1期）。元芦屋市議会議員（3期）。市の公式サイトや全国市長会の名簿などの表記では「いとう まい」と全ひらがなの名義を用いる。

## 来歴
大阪府茨木市出身。母親は元芦屋市議会議員の伊藤とも子。芦屋市立山手中学校、兵庫県立芦屋高等学校、帝国女子大学家政学部（現・大阪国際大学）卒業。1999年（平成11年）10月、東京海上火災保険代理店に勤務。ハワイ大学マウイ校卒業。神戸大学大学院法学研究科政治学前期課程修了。
2007年（平成19年）、芦屋市議会議員に初当選。2015年（平成27年）に3選。市議時代、副議長を2期歴任。
2018年（平成30年）12月20日、任期満了に伴う芦屋市長選挙に立候補する意向を明らかにする。
2019年（平成31年）4月21日に行われた市長選で、元県議の幣原都（自由民主党推薦、女性）を僅差で破り初当選した。落選した幣原は4月25日、政界からの引退を表明した
。6月11日、市長就任。2017年に成立した特例法により、任期は2023年（令和5年）4月30日まで。
※当日有権者数：78,253人 最終投票率：48.69%（前回比：4.67pts）
| 候補者名 | 年齢 | 所属党派 | 新旧別 | 得票数   | 得票率 | 推薦・支持         |
| -------- | ---- | -------- | ------ | -------- | ------ | ------------------ |
| 伊藤舞   | 49   | 無所属   | 新     | 18,555票 | 50.81% |                    |
| 幣原都   | 48   | 無所属   | 新     | 17,962票 | 49.19% | （推薦）自由民主党 |

2023年（令和5年）4月23日、再選に向けて立候補した市長選では、新人の高島崚輔に敗れ、落選した。市長在任中においては、市議会で自民党が最大会派となっており捻じれが生じ、JR神戸線芦屋駅南側の再開発は関連予算案が再三否決され、2年にわたって停滞。西宮市とのごみ処理広域化も頓挫し、さらに新型コロナウイルス感染症対策では近隣自治体に比べ、ワクチン接種の遅れも目立つなど市政の停滞を招いたと指摘されており、前回投票した支持者の離反を招いたと分析されている。
※当日有権者数：78,245人 最終投票率：55.11%（前回比：6.42pts）
| 候補者名 | 年齢 | 所属党派 | 新旧別 | 得票数   | 得票率 | 推薦・支持 |
| -------- | ---- | -------- | ------ | -------- | ------ | ---------- |
| 高島崚輔 | 26   | 無所属   | 新     | 19,779票 | 46.66% |            |
| 伊藤舞   | 53   | 無所属   | 現     | 11,981票 | 28.26% |            |
| 中島香織 | 55   | 無所属   | 新     | 5,671票  | 13.37% |            |
| 大塚展生 | 65   | 無所属   | 新     | 4,958票  | 11.69% |            |

## 市政
- 2020年（令和2年）2月18日、LGBTなど性的少数者のカップルが婚姻に相当する関係にあると認める「パートナーシップ宣誓制度」を導入すると発表した。同年5月17日に実施[14][15]。
- 同年6月8日、新型コロナウイルス対策の財源に充てるため、自身と副市長、教育長の7月から2021年（令和3年）3月までの月額給与を5％減額する条例案を市議会定例会に提出した[16]。同日、同条例案は可決された[17]。